# ريان كلارك (لاعب سنوكر)
ريان كلارك (بالإنجليزية: Ryan Clark)‏ هو لاعب سنوكر بريطاني، ولد في 22 سبتمبر 1992 في هارتلبول في المملكة المتحدة.

## روابط خارجية
- ريان كلارك على موقع CueTracker.net (الإنجليزية)